# 에디 바자 캘보
에디 바자 캘보(영어: Eddie Baza Calvo, 1961년 8월 29일 ~ )는 미국 공화당 소속의 정치인으로, 2011년 취임한 제8대 괌 지사이다. 타무닝에서 자란 스페인계이다. 2014년 말 재선에 성공했으며, 이후 첫 방문국을 한국으로 정할 만큼 한국에 우호적이다.
2017년 8월 북한 김정은 위원장이 괌 타격 방안을 발표하자, 캘보 지사는 도널드 트럼프 대통령과의 전화 통화에서 괌은 안전하다는 보장을 받았다. 이후 인터뷰에서 미국의 방어 시스템을 신회하며 괌은 여전히 안전할 것이라 장담했다. 오히려 '북한 같은 불량배에겐 한 방 먹여줘야 한다'는 호언도 했다.

## 역대 선거 결과
| 선거명      | 직책명         | 대수 | 정당   | 득표율 | 득표수   | 결과 | 당락         |
| ----------- | -------------- | ---- | ------ | ------ | -------- | ---- | ------------ |
| 2004년 선거 | 의원 (괌 의원) | 28대 | 공화당 | 4.78%  | 21,041표 | 2위  | 괌 의원 당선 |
| 2006년 선거 | 의원 (괌 의원) | 29대 | 공화당 | 5.82%  | 26,464표 | 1위  | 괌 의원 당선 |
| 2008년 선거 | 의원 (괌 의원) | 30대 | 공화당 | 5.71%  | 21,870표 | 1위  | 괌 의원 당선 |
| 2010년 선거 | 괌 지사        | 8대  | 공화당 | 50.61% | 20,066표 | 1위  | 괌 지사 당선 |
| 2014년 선거 | 괌 지사        | 8대  | 공화당 | 63.70% | 22,512표 | 1위  | 괌 지사 당선 |